# دايسوكي ايتو
دايسوكي ايتو (باليابانية: 伊藤大輔 ) (و. 1898 – 1981 م) هو مخرج أفلام، وكاتب سيناريو ياباني، ولد في يواجيما، إهيمه، توفي في كيوتو، عن عمر يناهز 83 عاماً.
.

## وصلات خارجية
- دايسوكي ايتو على موقع IMDb (الإنجليزية)
- دايسوكي ايتو على موقع روتن توميتوز (الإنجليزية)
- دايسوكي ايتو على موقع ألو سيني (الفرنسية)
- دايسوكي ايتو على موقع أول موفي (الإنجليزية)
- دايسوكي ايتو على موقع قاعدة بيانات الفيلم (الإنجليزية)
- دايسوكي ايتو على موقع كينوبويسك (الروسية)